# Área de conservación regional Cordillera Escalera
El Área de conservación regional Cordillera Escalera es un área protegida en el Perú. Se encuentra en la región San Martín.
El objetivo del área protegida es conservar los recursos naturales y los ecosistemas frágiles en la Cordillera Escalera. También garantizar los procesos biológicos en los ecosistemas.
Fue creado el 22 de diciembre de 2005, mediante D.S. Nº 045-2005-AG. Tiene una extensión de 149 870.00 hectáreas.
Dentro del área protegida se encuentra la catarata de Ahuashiyacu.